# Jabal Rahabah
Jabal Raḩabah (En árabe: جبل رحبة) es un pico situado en las Montañas al Hayar, en la región conocida como Ruus Al Jibal o Península de Musandam al noreste de Emiratos Árabes Unidos, en el Emirato de Ras al Jaima (En árabe: رأس الخيمة).
Tiene una altura de 1.543 m y una prominencia de 320 m., lo que la convierte en una de las montañas y cimas más altas de los UAE, completamente situada en territorio de los Emiratos, en las coordenadas 25.92610°N, 56.11689°E.
Por la vertiente sureste del Jabal Raḩabah, tremendamente dañada por la construcción de una ancha carretera, fluyen algunos torrentes intermitentes, pequeños barrancos y wadis, afluentes del Wadi Jib, que a su vez es afluente del Wadi Shah o Wadi Shehah; y en su vertiente occidental nace el Wadi Rahabah /Wādī Raḩbah, que desemboca directamente en el Golfo Pérsico.
En la cima del Jabal Rahabah existe actualmente una antena de comunicaciones, pero es perfectamente accesible siguiendo hacia el suroeste un sendero peatonal que parte del Rahabah North Col (1.223 m), en el que actualmente hay instalados unos miradores y un área de servicios, identificada comercialmente con el nombre de Viewing Deck Park.

## Población
El área geográfica del Jabal Rahabah estuvo poblada históricamente por la tribu Bani Shatair (en árabe: بني شطير‎), una de las dos secciones principales de la tribu seminómada Shihuh, que ocupaba, entre otros territorios, la zona tribal de Bani Bakhit.

## Geografía
Jabal Rahabah es la quinta montaña más alta en Emiratos Árabes Unidos, localizada a 7,2 km., en línea recta, al suroeste del Jebel Jais / Jabal Bil ‘Ays (1.911 m), cuya cima se encuentra, en la Gobernación de Musandam, en territorio del Sultanato de Omán, a 400 metros de distancia de la frontera con Emiratos.
Entre el Jabal Rahabah (1.543 m) y el Jabal Ar Rahrah (1.691 m), hay una importante cresta montañosa de 5 km de longitud, denominada Jabal Ar Rahrah Ridge, que delimita la divisoria de las aguas entre las que fluyen hacia el Wadi Ghalilah y al Wadi Shah, a través de sus respectivos afluentes.

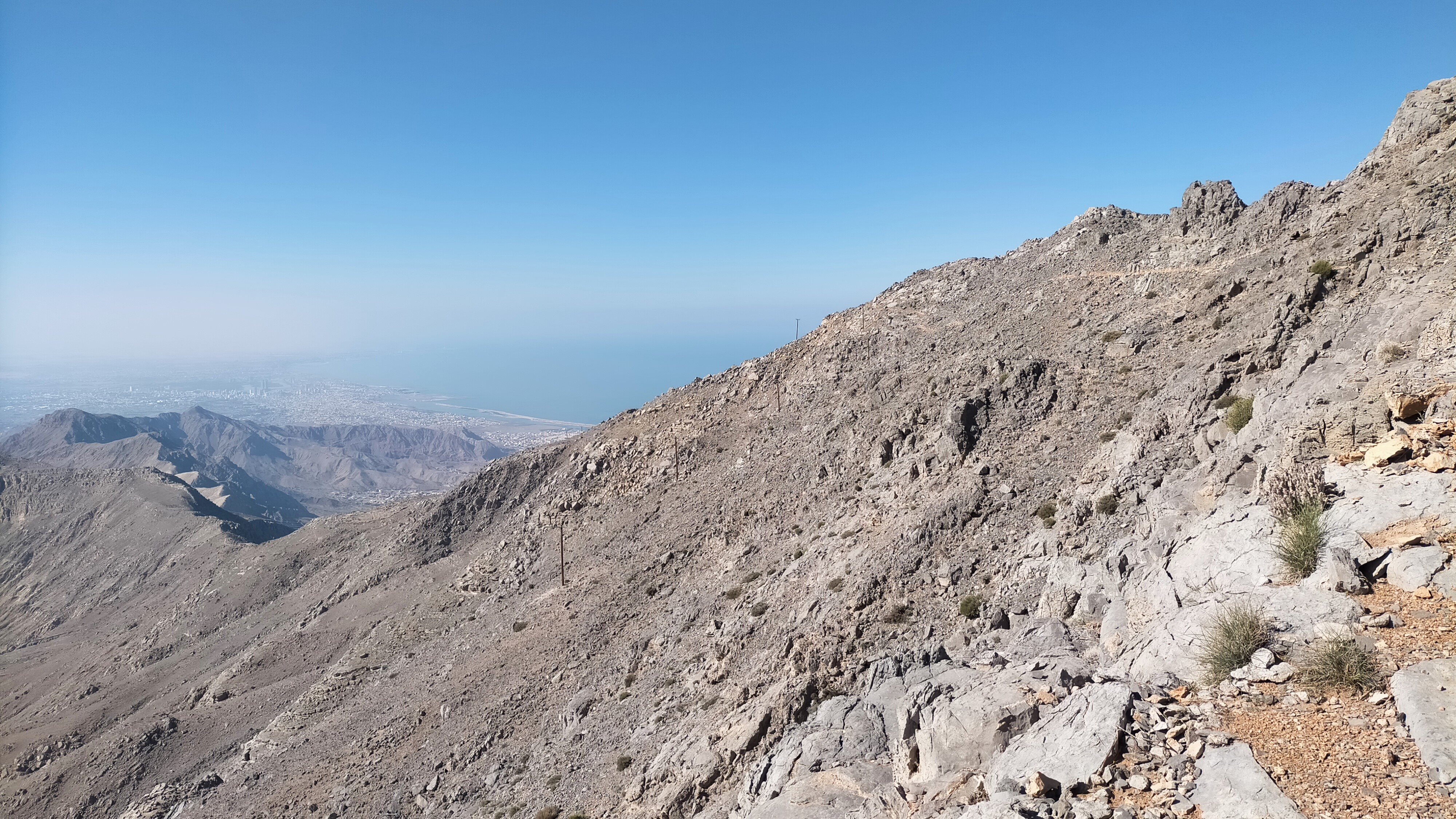
Vista de la cresta o cadena montañosa que se extiende hacia el sur, desde Jabal Rahabah

Esta misma cresta, que va perdiendo altitud a medida que se extiende hacia el sur, se prolonga también desde el Jabal Rahabah, otros 6 km. más, en paralelo al litoral del Golfo Pérsico, hasta alcanzar el Wadi Naqat, al este de Rams y Dhayah.
La altitud del Jabal Raḩabah puede parecer modesta, si se compara con lugares montañosos en otras partes del mundo, pero teniendo en cuenta que gran parte del país tiene un relieve predominantemente llano, Jabal Raḩabah representa una excepción notable.

## Toponimia
Nombres alternativos: Jabal Rahabah, Jabal Raḩabah, Jabal ar Ra`aylah, Jabal ar Ra‘aylah, Jabal Raḩbah, Jabal Rahaba  
El nombre del Jabal Rahabah (con la grafía Jabal Raḩabah), quedó registrado en la documentación y mapas elaborados entre 1950 y 1960 por el arabista, cartógrafo, militar y diplomático británico Julian F. Walker, durante los trabajos efectuados para el establecimiento de fronteras entre los entonces denominados Estados de la Tregua, completados posteriormente por el Ministerio de Defensa del Reino Unido, en mapas a escala 1:100.000 publicados en 1971.

### Mapas y bibliografía
- Julian Fortay Walker (1958) - Sketch map drawn by Julian Walker for boundary delimitation: Ras Al Khaimah - The National Archives, London, England
- Map of Trucial States, Muscat and Oman - Rams - Scale 1:100 000 - Published by D Survey, Ministry of Defence, United Kingdom (1971) - Edition 3-GSGS - The National Archives, London, England
- Heard-Bey, Frauke (2005). From Trucial States to United Arab Emirates : a society in transition. London: Motivate. ISBN 1860631673. OCLC 64689681.
- Lorimer, John (1915). Gazetteer of the Persian Gulf. British Government, Bombay. p. 735.
- Said, Zahlan, Rosemarie (2016). The Origins of the United Arab Emirates : a Political and Social History of the Trucial States. Taylor and Francis. p. 51. ISBN 9781317244653. OCLC 945874284.